# اس‌اس گولیلمو مارکونی
اس‌اس گولیلمو مارکونی (به انگلیسی: SS Guglielmo Marconi) یک کشتی بود که طول آن 701ft (213.7m) بود. این کشتی در سال ۱۹۶۱ ساخته شد.